# Cochrane
 Denne artikel omhandler den Chilenske by. Opslagsordet har også en anden betydning, se Cochrane Collaboration.
Cochrane er en by i det sydlige Chile der ligger på Carretera Austral. Byen er administratit centrum i kommunen af samme navn. 
Det er den sidste større by før det sydlige isfelt og har skole, bibliotek, politi, museum, supermarked, bank og tankstation. Centrum af Cochrane er ombygget med vinkelrette gader og en central plaza. Andre byer i omegnen er Caleta Tortel og Puerto Bertrand. 
Omkring 4 kilometer fra Cochrane ligger Tamango Nationalreservat, der blev skabt i 1967 og er på 6.925 hektar. I dette reservat kan ses huemul hjorten (Hippocamelus bisulcus). Reservatet ligger op til Cochrane Sø. 
47°15′14″S 72°34′24″V / 47.2539°S 72.5732°V